# Campo Testaccio
Il campo Testaccio fu un impianto calcistico italiano attivo negli anni trenta del XX secolo.
Sorgeva nel rione di Roma da cui prendeva il nome, e apparteneva all'Associazione Sportiva Roma della quale ospitò le partite interne dal 3 novembre 1929 al 30 giugno del 1940.
In tale impianto la squadra disputò 161 incontri vincendone 103, pareggiandone 32 e perdendone 26.
Ospitò anche, per due stagioni, gli incontri interni del Rugby Roma nel periodo in cui fece parte dell'orbita societaria dell'A.S. Roma intenzionata a creare una polisportiva.
In tale periodo ospitò un incontro della nazionale italiana di rugby, l'unica partita internazionale mai disputata nel Testaccio.
Fu abbandonato alla fine della stagione 1939-40 per sopravvenuta obsolescenza e demolito nell'ottobre di quello stesso anno.

## Storia
L'impianto, famoso per l’atmosfera unica e la vicinanza dei tifosi al campo, fu progettato dall'ingegnere Silvio Sensi, padre di Franco, sul modello degli stadi britannici (in particolare su Goodison Park, impianto interno dell'Everton). Aveva quattro tribune di legno verniciate con i colori della squadra (giallo oro e rosso pompeiano), con una capienza di 20 000 spettatori, e un campo in erba le cui dimensioni potevano essere regolate in base alle esigenze della squadra. L'impianto di Testaccio comprendeva anche l'abitazione dell'allenatore, un edificio sul cui muro esterno era dipinto uno stemma gigantesco della società giallorossa.
Per far quadrare i conti e pagare le rette annuali del campo, la dirigenza giallorossa praticava prezzi piuttosto alti. Un biglietto di tribuna coperta costava dalle 30 alle 35 lire, la laterale dalle 20 alle 25 lire, i distinti dai 12 alle 15 lire, le gradinate tra le 8 e le 10 lire, i popolari 5-6 lire, i balilla avevano una riduzione a 2 lire, mentre il 50% di sconto veniva concesso alle donne, ai dopolavoristi, ai militari e agli universitari. Nonostante ciò, il campo Testaccio risultava spesso esaurito. La media degli incontri (alta per l'epoca) era di 10 000 spettatori. Chi era senza biglietto era solito appostarsi in cima al Monte dei Cocci, che sovrastava lo stadio dal lato di via Zabaglia, da dove si vedeva giusto la metà del terreno di gioco, a causa della tettoia della tribuna che ostruiva la visuale.

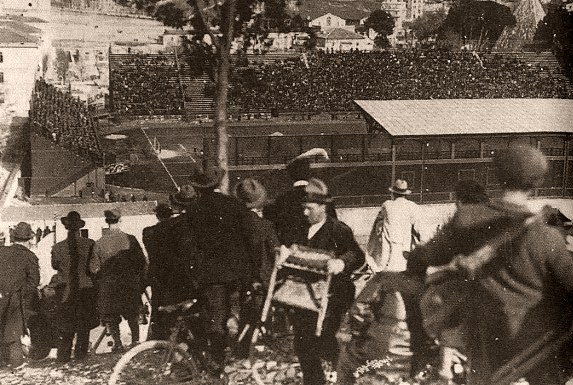
Il campo Testaccio in una foto dell'epoca

Lo stadio è noto tra i tifosi della squadra giallorossa per via del periodo a cui è legato, quello delle prime partite della Roma e di alcune vittorie storiche del club, tra le quali quella contro la Juventus il 15 marzo 1931, sconfitta per 5-0 (ne fu tratto il film Cinque a zero); da lì nacque il soprannome, utilizzato ancora oggi, di Roma testaccina.  Altra vittoria memorabile a Campo Testaccio, fu il trionfo nel derby contro la Lazio il 1º novembre 1933, conclusosi con un netto 5-0, consolidando il dominio dei giallorossi nella capitale.
La Roma giocò a Testaccio fino alla stagione 1939-40. Già durante la stagione 1937-38 l'impianto fu abbandonato in occasione di alcune gare particolarmente importanti, perché la struttura lignea della tribuna dei "distinti" cominciava a dare segni di cedimento. La struttura fu sostituita da una costruzione in cemento, la cui realizzazione richiese quasi un anno riducendo sensibilmente i posti, ma ciò non impedì il definitivo abbandono dello storico impianto oramai inadatto ad accogliere la numerosa tifoseria giallorossa. Dopo l'ultima gara, lo stadio fu abbattuto il 21 ottobre 1940.
Il 27 novembre 2000, alla presenza del sindaco di Roma Francesco Rutelli, del presidente giallorosso Franco Sensi e di molti campioni romanisti del passato, lo stadio Testaccio fu riedificato con dimensioni inferiori alla precedente struttura, secondo un progetto diverso da quello proposto inizialmente dalla Roma, che prevedeva un campo sportivo da 10 000 posti e 4 000 posti auto. Fu tuttavia rispettata la collocazione dell'impianto originario, ai lati lunghi da via Zabaglia e via Caselli. Il piccolo impianto in terra battuta ospita la squadra dell'Associazione Sportiva Testaccio e, per volere dello stesso Sensi, alcune formazioni giovanili della Roma. L'area è stata inoltre valorizzata con la realizzazione di giardini e la costruzione di un centro sportivo multifunzionale.
In seguito all'inizio dei lavori nel 2008 per la costruzione di un parcheggio sotterraneo, l'impianto sportivo ha subito una degradazione a livello strutturale ancora non risolta.

## Incontri internazionali

### Rugby a 15
| Arbitro: | Marcel Ruffy |

|              |      |  |
| Vigliano 19’ | c.p. |  |